# ロウバイ科
ロウバイ科（ロウバイか、学名: Calycanthaceae）は、クスノキ目に属する植物の科の1つである。常緑性または落葉性の低木から高木であり、精油を含み芳香がある。葉は単葉、対生する。花は両性花であり、多数の花被片、雄しべがらせん状に配列している（図1）。葯は4室で縦裂開する。雌しべは1個または多数、果実は基本的に花托に包まれる。種子は無胚乳であり、アルカロイドを含み有毒。3属約10種が知られ、北米、東アジア、およびオーストラリアに分布する。ロウバイやクロバナロウバイは観賞用に広く植栽されている。

## 特徴
低木から高木、常緑性または落葉性（図2a, b）。植物体の柔組織中に精油細胞をもつ。アルカロイドを有する。毛状突起は単細胞性。道管は階段穿孔または単穿孔をもつ。師管の色素体はP-type。節は1葉隙1–2葉跡性。葉は対生し、単葉で全縁またはときに鋸歯があり、葉脈は羽状、托葉を欠く（図2c）。
花はほとんど両性花であり、単生または数個が集まってつく。苞をもつ。花被片（萼片と花弁は分化していない）は15–40枚であり、離生、杯状またはつぼ状の花托の外縁にらせん状につき、内側のものほど小さい（図3a–c）。雄しべは5–30個、らせん状についており、葯隔は突出、葯は4室、外向、縦裂開する。小胞子形成は同時型、花粉粒は二溝粒。雄しべの内側には、10-25個の仮雄しべがある。雌しべは離生心皮、イディオスペルムム属では1–2個、他では5–35個がらせん状につく。柱頭は乾性型。胚珠は1心皮に1–2個、縁辺胎座から基底胎座、倒生胚珠、2珠皮性、厚層珠心。胚嚢発生はタデ型、胚乳形成は造壁型であるが精核と受精せずに形成される。果実は乾性の閉果（痩果）であり、ロウバイ亜科では1つの花に由来する多数の果実が発達した花托に包まれた集合果を形成するが（図3d）、イディオスペルムム属の果実は大きな種子をふつう1個含み、果皮や種皮はすぐに消失する。種子は無胚乳種子。地上子葉性、子葉はふつう2枚でねじれているが、イディオスペルムム属の子葉は3–4個で大きな塊状。基本染色体数は x = 11, 12。

## 分布・生態
多くは北半球の温帯域に分布し、クロバナロウバイ属（Calycanthus）は北米西部と東部、東アジア、ロウバイ属（Chimonanthus）は東アジアに分布するが、イディオスペルムム属（Idiospermum）はオーストラリア北東部の熱帯域に分布する。
花は雌性先熟、虫媒花であり、種によって蜜、花粉、食物体、花の組織を報酬とする。花粉媒介の特異性は低く、双翅類、ハナバチ、ケシキスイ、アザミウマなどによって送紛される。

## 人間との関わり
ロウバイ属やクロバナロウバイ属のいくつかの種は、しばしば観賞用に栽培される。精油を含み、一部の種では樹皮や葉、花、根などが生薬として利用されることがある。一方で、有毒のアルカロイドを含み、家畜が中毒死したことがある。

## 系統と分類
ロウバイ科は、古典的な分類体系である新エングラー体系ではモクレン目に分類され、その後のクロンキスト体系ではクスノキ科を含むいくつかの科とともにクスノキ目にまとめることが提唱された。20世紀末以降の分子系統学的研究からもロウバイ科はクスノキ科などに比較的近縁であることが支持され、APG分類体系でもロウバイ科はクスノキ目に分類されている。ロウバイ科は、クスノキ目の中では最初に分岐したグループであることが示されており、雄しべの基部に付属体（蜜腺）をもたない点や葯が4室で縦裂開する点でこの系統的位置と整合的である（クスノキ目の他のメンバーは基本的に雄しべに蜜腺をもち、葯は2室で弁開する）。古くは、イディオスペルムム属はイディオスペルムム科（Idiospermaceae）として分けられることがあったが、分子系統学的研究などに基づき、ロウバイ科に含めることが一般的になった。ただし、イディオスペルムム属はロウバイ科の中で最初に分岐し、残りの属とは姉妹群の関係になると考えられており（図6）、亜科のレベルで分けることが提唱されている（表1）。
ナツロウバイは独立属に分類されていたこともあるが（Sinocalycanthus chinensis）、系統的にクロロウバイ属に含まれることが示されており、クロロウバイ属に移されている（Calycanthus chinensis）。
表1. ロウバイ科の種までの分類体系の一例
- ロウバイ科　Calycanthaceae Lindl. (1819)
シノニム: Butneriaceae Barnhart (1895); Chimonanthaceae Perleb (1838); イディオスペルムム科[24] Idiospermaceae S.T.Blake (1978)[30]
  - イディオスペルマム亜科[11] Idiospermoideae Thorne (1974)
常緑性の高木。道管は階段穿孔をもつ。節は1葉隙1葉跡性。花糸は葉状。心皮は1–2個、花柱を欠く。外珠皮は12–15細胞層。子葉は3–4枚で塊状。
    - イディオスペルムム属[24] Idiospermum S.T.Blake (1972) (上図5a, b)
1種のみを含む。オーストラリア北東部の熱帯域に分布する。
      - イディオスペルムム・アウストラリエンセ[24] Idiospermum australiense (Diels) S.T.Blake (1972)

  - ロウバイ亜科[11] Calycanthoideae
常緑性または落葉性の低木から高木。道管は単穿孔をもつ。節は1葉隙2葉跡性。花糸は糸状。心皮は多数、花柱をもつ。外珠皮は5–8細胞層。子葉は2枚、ねじれる。
    - クロバナロウバイ属　Calycanthus L. (1759) nom. cons.[8][31]
シノニム: Basteria Mill. (1755); Beureria Ehret (1755), nom. rej.; Butneria Duhamel (1755), nom. rej.; Pompadoura Buc'hoz DC. (1828); Sinocalycanthus W.C.Cheng & S.Y.Chang (1964)
落葉性の低木、裸芽でときに葉柄基部に覆われ、花は小枝の先端に単性、明瞭な花柄をもち、花被片はふつう赤褐色または白色、雄しべは16–19個。3–4種が知られる。北米西部と東部、東アジアに分布する。
      - Calycanthus brockianus Ferry & Ferry f. (1987)[注 1]
      - ナツロウバイ[33] Calycanthus chinensis (W.C.Cheng & S.Y.Chang) W.C.Cheng & S.Y.Chang ex P.T.Li (1979)
      - クロバナロウバイ[33] Calycanthus floridus L. (1759)
      - Calycanthus occidentalis Hook. & Arn. (1841)

    - ロウバイ属　Chimonanthus Lindl. (1819)[8][34]
シノニム: Meratia Loisel. (1819)
落葉性または常緑性の低木から小高木、冬芽は有鱗芽、花は腋生し、花柄は欠如または非常に短く、花被片は黄色から白色、雄しべは5–8個。6種ほどが知られる。東アジアに分布する。
      - Chimonanthus campanulatus R.H.Chang & C.S.Ding (1980)
      - Chimonanthus grammatus M.C.Liu (1984)
      - Chimonanthus nitens Oliv. (1887)
      - ロウバイ Chimonanthus praecox (L.) Link (1822)
      - Chimonanthus salicifolius S.Y.Hu (1954)
      - Chimonanthus zhejiangensis M.C.Liu (1984)